# Soliman, Tunisia
Soliman este un oraș în Guvernoratul Nabeul, Tunisia. In 2004, 29,060 de oameni trăiau în orașul Soliman.